# ك. دبليو. أرمسترونغ
ك. دبليو. أرمسترونغ (بالإنجليزية: C. William Armstrong)‏ هو مهندس وسياسي بريطاني، ولد في 9 مايو 1899، وتوفي في 8 يوليو 1986. في الانتخابات الفرعية في مجلس العموم البريطاني ‏، انتخب عضو برلمان المملكة المتحدة الـ40 عن دائرة Armagh (UK Parliament constituency) ‏ (20 نوفمبر 1954 – 6 مايو 1955) وفي الانتخابات العامة في المملكة المتحدة 1955 ‏، انتخب عضو البرلمان الحادي والأربعين للمملكة المتحدة ‏ عن دائرة Armagh (UK Parliament constituency) ‏ (26 مايو 1955 – 18 سبتمبر 1959).